# LGBT práva na Novém Zélandu

Duhová mapa Nového Zélandu

Duhová vlajka Nového Zélandu

Lesby, gayové, bisexuálové a translidé (LGBT) mají na Novém Zélandu stejná práva a povinnosti jako většinová populace. Pohlavní styk mezi muži byl dekriminalizován v r. 1986. Nový Zéland legalizoval registrované partnerství v r. 2005, čímž poskytl párům stejného pohlaví většinu práv a povinností plynoucích z manželství. Manželství osob stejného pohlaví je na Novém Zélandu legální a účinné od 19. srpna 2013.

## Historie a právní reforma
Homosexuální pohlavní styk byl na území Nového Zélandu ilegální v době kolonizace Britským impériem po přijetí tamního práva, které pohlavní styk mezi osobami stejného pohlaví trestalo smrtí. Trest smrti nebyl na Novém Zélandu nikdy aplikován na jiné zločiny než na vraždu a v jednom případě na zradu a k jeho definitivnímu zrušení došlo v r. 1961. V r. 1893 se legislativa přímo zaměřila na soulož mezi muži s trestní sazbou čítající doživotní vězení, těžké práce a bičování. Lesbický pohlavní styk nebyl na Novém Zélandu nikdy trestný.
K prvním pokusům o dekriminalizaci došlo v r. 1968 po spuštění petice publikované v parlamentu ze strany Dorian Society (první novozélandská organizace homosexuálních mužů), nad níž převzal záštitu člen Parlamentu Venn Young v r. 1974.
V r. 1986 byla v rámci Reformy zákonů o homosexualitě z trestního práva vyškrtnuta pasáž týkající se pohlavního styku mezi muži, čímž se veškerá konsensuální sexuální aktivita mezi osobami staršími 16 let stala legální. Diskriminace jiných sexuálních orientací byla zakázána o několik let později v rámci novelizace Lidskoprávního zákona Nového Zélandu (1993).
Veškeré záznamy o trestních řízeních pro spáchání výše uvedeného zločinu, se po přijetí Zákona o čistém štítu (2004) vymazává z trestního rejstříku.

## Změna pohlaví

### Současný status LGBT menšiny na Novém Zélandu z mezinárodního hlediska
Když v r. 2004 vyhodnocovala komise lidských práv při Novém Zélandu situaci translidí, nebinárních genderových identit a intersexuálů, došla k závěru, že v zemi čelí diskriminaci v několika sférách svého života. Nicméně zákony jsou v otázce diskriminace genderových identit a intersexuálů obsahově spíše pouze nejasné.
V současné době zákon o lidských právech přijatý v r. 1993 (Human Rights Act) nijak přímo nezakazuje diskriminaci na základě genderu. O tom, zda je genderová identita zařazená do chráněných důvodů v legislativě proti diskriminaci na základě pohlaví nebo sexuální orientace , a zda jí tudíž lze aplikovat i na ty, kteří neprošli, a ani neprojdou operativní změnou pohlaví. Některé zámořské soudy sice determinovaly, že transgender jsou z hlediska zákona považováni za pohlaví, ale mezinárodní precedenční právo se tomuto přístupu spíše vyhýbá.
Tak jako tak je právní ochrana těch, kteří neprošli, a ani nehodlají projít operativní změnou pohlaví, prakticky mizivá. Rovněž i považování genderové identity coby součásti sexuální orientace je problematické. Ačkoli se v mezinárodním precedentním právu objevilo několik sporných případů, existuje celková shoda na tom, že genderová identifikace nijak nesouvisí se sexuální orientací.
Mezinárodní výbor právníků a Mezinárodní služba pro lidská práva se v r. 2007 usnesly na tzv. Jakartských principech, jejichž nedílnou součástí je začlenění transproblematiky do mezinárodního práva v lidskoprávní oblasti. Tou první a patrně nejrelevatnější zásadou je uznání lidských práv všech lidí bez ohledu na genderovou identitut a globální přijetí legislativy, která bude kompatibilní s univerzální garancí všech lidských práv.
V této zprávě stálo, že translidé patří na Novém Zélandu mezi "nejmarginalizovanější skupiny". V reakci na to komise lidských práv vydala v r. 2008 komplexní dokument s názvem "Být tím, kým jsem", jehož podrobný obsah je uveden níže. Týká se v prvé řadě právě diskriminace translidí, intersexuálů a genderově nekonformních osoba, u kterých se v důsledku jejich přehlížení vyskytuje větší náchylnost k psychiatrickým onemocněním a sebevražedným tendencím.

### Kulturní diskriminace
Diskriminaci jiných genderových lidí lze interpretovat i jako kulturní diskriminaci, jelikož právě některé kultury fungující na území Nového Zélandu pamatovala na několik různých genderových identit. Transgender Maorové - Tangata ira tane (muži, kteří se narodili jako ženy) a whakawahine, Hinehi a Hinehua (ženy, které se narodily jako muži) - pozorovali již první evropští objevitelé tohoto území. Kultury, které akceptují transgender jsou proto schopné vytvořit příznivé podmínky pro každého, kdo si chce svobodně zvolit svojí vlastní identitu. Translidé z těchto komunit se mohou časem dozvědět o změně, a tím pádem v budoucnu požadovat nebo usilovat o chirurgickou úpravu genitálů. Nicméně existuje všeobecná obava nad tím, jak moc velký přístup mají maorští pacienti ke zdravotní péči a s ní souvisejícími doporučeními a testy.

### Diskriminace na pracovišti
Diskrirminace v pracovněprávních vztazích je patrně největším problémem translidí, neurčitých identit, intersexuálů a bezpohlavních. Týká se to zejména volného přístupu na trh práce, přijetí do pracovního poměru a bezpečnosti na pracovišti. Neschopnost najít práci přináší nejen finanční problémy, ale i pocity vyloučení ze společnosti. Translidé se nejvíce ztěžují na šikanu, násilí, porušování práva na soukromí a neoprávněné výpovědi z pracovního poměru.
Ve světle těchto zjištění se komise pro lidská práva při Ministerstvu práce rozhodla vydat usnesení ohledně přístupu k translidem na pracovišti. Jasně vymezuje, že pokud by genderová identita nemohla znamenat nějakou překážku v řádném výkonu práce, pak by zaměstnanci a uchazeči o zaměstnání neměli být dotazováni, zda se cítí být v souladu se svým anatomickým pohlavím. Případy transfobní diskriminace řeší tato komise pro lidská práva.

## Stejnopohlavní soužití, registrované partnerství a stejnopohlavní manželství
Novela zákona o majetkových vztazích (The Property (Relationships) Act) z r. 2001 garantuje homosexuálním i heterosexuálním párům žijícím ve společné domácnosti stejná majetková práva jako mají manželé, včetně rovného přístupu při rozpadu svazku.
Zákon o registrovaném partnerství (Civil Unions Act 2004) přijatý v r. 2004 umožnil homosexuálním a heterosexuálním párům stvrdit své soužití prostřednictvím institutu registrovaného partnerství. Institut je prakticky totožný s manželstvím, vyjma užívání tohoto názvu. Následující rok 2005 proběhla dalekosáhlá novelizace dosavadních právních předpisů, která odstranila veškerou diskriminaci v zákonech.
Stejnopohlavní manželství bylo na Novém Zélandu odmítnuté v r. 1994 odvolacím soudem v kauze Quilter vs. Generální prokurátor. Na rozdíl od Austrálie a většiny států USA nepřijal novozélandský parlament preventivní zákaz stejnopohlavního manželství, který by komplikoval možnost takové novely manželského zákona (Marriage Act) z r. 1955. V prosinci 2005 byl odmítnut první návrh novely manželského zákona předložený jedním členem parlamentu. Až do přijetí návrhu Louisy Wallové v dubnu 2013 byly stejnopohlavní manželství a homoparentální osvojení posledními překážkami v plném formálním a podstatném zrovnoprávnění novozélandské LGBT komunity.
V červenci 2012 byl návrh zákona poslankyně Strany práce Louisy Wallové ostraňující z instituce manželství genderové omezení vyňat z hlasování. Předběžné průzkumy ukazovaly rozsáhlou podporu jak v parlamentu, tak i u premiéra Johna Keye, předsedy opozice Davida Shearera a novozélandské veřejnosti, z nichž podle statistiky z května 2012 podporovalo stejnopohlavní manželství 63 % občanů země. Avšak byl cítit i určitý odpor ze strany náboženských a konzervativních skupin. Návrh prošel prvním čtením 29. srpna 2012 v poměru hlasů 80:40 a jedním zdržením se. K plnému přijetí došlo při druhém a třetím čtení v poměru hlasů 77:44. Účinným se stal 19. dubna 2013. Páry stejného pohlaví se ale začaly oddávat až v srpnu. V prosinci 2012 se bývalá generální guvernérka Catherina Tizardová zúčastnila online kampaně za legalizaci stejnopohlavního manželství spolu s novolezélanskými zpěváčkami Anikou Moeovou, Boh Rungovou a Hollie Smithovou a olympioničkou Danyon Loaderovou.

## Diskriminace
Zákon o lidských právech 1993 (Human Rights Act 1993) zakazuje homofobní diskriminaci a nepřímo i transfobní diskriminaci. Až do r. 1999 měl obsahovat zákon výjimku pro vládní aktivity. V r. 1998 byl předložen návrh novely zákona, který by z této dočasné výjimky učinil výjimku trvalou. Tomu zamezilo následné nové složení parlamentu v r. 1999. Nová labouristická vláda místo toho přijala jinou novelu zákona o lidských právech, která zahrnovala i vládní aktivity, a která také umožňuje soudům taková ustanovení prohlašovat za nekonzistentní s účelem takového zákona.
Novozélandské královské námořnictvo i policejní složky patří mezi mnoho vládních orgánů praktikujících "gay-friendly" politiku.
I tak jsou ale stále zaznamenávány případy diskriminace. V lednu 2006 psaly místní noviny o nové politice spermobank zakazující homosexuálním mužům dárcovství. V březnu 2006 byla tato politika přezkoumaná a později došlo k novelizaci. Jsou taktéž známy případy heterosexuálních dárců, kteří striktně odmítají, aby byla jejich spermata používána pro umělé oplodňování lesbických žen. The New Zealand Blood Service (NZBS) stejně jako v mnoha zemích zaujímá zdrženlivý postoj k dárcovství krve mužů, kteří měli orální nebo anální styk s jinými muži, s nebo bez ochrany, v posledních dvanácti měsících, což lze také považovat za příklad diskriminace homosexuálních mužů. Omezení je odůvodňováno tím, že MSM jsou na Novém Zélandu 44krát častěji infikováni virem HIV/AIDS než běžná populace, a že ani HIV testování není dostačující (v průměru 1 test z 1000 selhává) ke garanci 100 % negativního výsledku pro účely vhodnosti krve pro transfuzi.

## Adopce a rodičovství
Za současné právní úpravy neexistují žádné překážky v LGBT individuálním osvojení dětí, vyjma omezení pro individuální osvojení dívky mužem. Zákon o stejnopohlavním manželství se stal účinným 19. srpna 2013, čímž získaly manželské homosexuální páry možnost společné adopce dětí. Nesezdané páry jakéhokoli pohlaví a páry žijící v registrovaném partnerství mohou společně osvojit dítě po rozhodnutí Nejvyššího soudu Nového Zélandu v prosinci 2015. Omezení mělo být v rozporu s novozélandským návrhem zákona o právech (New Zealand of Rights Act 1990). Minimální věk osvojitele je na Novém Zélandu stanoven na 20 let pro zpřízněného osvojence a 25 let nebo věk dítěte plus 20 let (podle toho, která hodnota je vyšší) pro cizí dítě.
21. května 2006 poslankyně Zelených Metiricia Tureiová zahájila debatu na téma LGBT adopce s poukazem na to, že adopční zákon Nového Zélandu z r. 1955 není kompatibilní s požadavky současné společnosti. Dále poukazovala na přijetí zákona o registrovaném partnerství, které připouští možnost gayů a leseb osvojit dítě. V současnosti se gay poslanec za Zelené Kevin Hague zabývá tímto návrhem, který momentálně čeká na projednání v parlamentu, a o kterém se čas od času diskutuje.
Na Novém Zélandu vyrůstá mnoho dětí v lesbických párech. Pokud se nechá lesbická žena uměle oplodnit od dárce spermie, pak jsou ona i její stejnopohlavní protějšek zapsáni v rodném listě dítěte za použití termínů 'matka' pro biologickou matku a 'druhý rodič' pro nebiologickou matku. Toto umožňuje nově přijatý zákon o péči o děti (Care of Children Act) z r. 2004, který nahradil zákon o statusu dětí (Status of Children Act) z r. 1969 (část 2). Pěstounství a poručenství taktéž uznávají novozélandské zákony a reproduktivní technologie je přístupná od r. 1994.
Současný status novozélandského adopčního zákona je takový, že bývalý spolurodič může individuálně osvojit dítě svého partnera/ky, pokud on/ona má výlučnou rodičovskou zodpovědnost, a pokud tento partner/ka chybí. Obdobný postup není možný v případě dlouhodobého gay nebo lesbického spolurodičovství při trvajícím partnerství. Na toto se aplikuje institut poručenství. Toto změnilo přijetí zákona o péči o děti z r. 2004, který zaujímá k dětem počatým prostřednictvím asistované reprodukce výše uvedený postup.
Dárce není uznáván novozélandskými zákony jako právní rodič. Nicméně rodiče a dárci si mohou svůj vztah k dítěti modifikovat smlouvami, ke kterým však může, ale nemusí, přihlížet opatrovnický soud. (sekce 41 zákona o péči o děti).
Lesby, které mají problém s otěhotněním prostřednictvím soukromého dárce spermií, mají stejně jako ostatní Novozélanďanky přístup k léčbě plodnosti hrazené z veřejných prostředků. Každopádně existují určité podmínky, které musí každá žena žádající takovou proceru splnit.
Nově přijatý zákon o manželství pro osoby stejného pohlaví umožňuje stejnopohlavních rodičům osvojit dítě. Tato možnost je v novém zákoně přímo obsažená. Nicméně v polovině 70. let a v letech 2007-2013 bylo na Novém Zélandu zaznamenáno minimálně 18 případů zvláštních adopcí a 10 případů zvláštních adopcí nevlastního dítěte. Taktéž i biologičtí rodiče mohou zvolit pro své dítě adoptivní rodiče, což se týká i homosexuálních párů. V zemi však byly v poslední době zaznamenány spíš případy přiosvojování dítěte druhého z manželů, než společné adopce.

## Sport
Novozélandský rychlobruslař a olympionik Blake Skjellerup se po Zimních olympijských hrách přiznal v květnu 2010 k homosexualitě, čímž se stal jedním z mála otevřeně gay sportovců.

## Festivaly hrdosti
První festivaly gay hrdosti se zde začaly konat v 70. letech. V 90. letech se v Aucklandu konal každoroční festival Hero Parade. Jednalo se o významnou veřejnou událost těšíci se celonárodní pozornosti, která se v letech 1992-2001 jeho konání zvyšovala. Kontroverzi mezi konzervativními křesťany eliminovaly davy mimořádné velikosti na novozélandské poměry. Hero festival pokračuje, ale už se netěší tak vysoké pozornosti, protože se v zemi neodehrávají jiné události podobného typu. Nicméně v únoru 2013 se v Aucklandu konal pochod hrdosti bez žádné kontraakce.
Další LGBT událostí je Big Gay Out, rodinné shromáždění konající se každoročně v Pt Chevalier's Coyle Park v Aucklandu. Počet účastníků v posledních několika letech stále roste a jsou v něm zahrnuti také současný premiér, předseda opoziční strany a mnoho dalších politiků ze středolevicových a středopravicových stran vyjadřujících svojí podporu LGBT komunitě.

## Zámořské oblasti Nového Zélandu
Ačkoliv jsou anti-diskriminační legislativa a zákony o registrovaném partnerství a stejnopohlavním manželství aplikovány na celém území Nového Zélandu, netýkají se volně přidružených zámořských oblastí Niue, Tokelau a Cookových ostrovů z důvodu jejich separátního právního řádu. Zákony proti sodomii zůstávají na Cookových ostrovech stále platné, ačkoliv je Niue a Tokelau zrušily při revizi niueského právního řádu v r. 2007, z něhož byla taková ustanovení vyňata.

## Souhrnná tabulka
| Legální stejnopohlavní styk                                                                  | (Mužský od r. 1986; Ženský vždycky legální) |
| Stejný věk legální způsobilosti k pohlavnímu styku pro obě orientace                         | (Mužský od r. 1986; Ženský vždycky legální) |
| Antidiskriminační zákony v zaměstnání                                                        | (2009)                                      |
| Antidiskriminační zákony v ostatních oblastech                                               | (2009)                                      |
| Zákony proti zločinům z nenávisti zahrnují jak sexuální orientaci, tak i genderovou identitu | (1993)                                      |
| Stejnopohlavní manželství                                                                    | (2013)                                      |
| Jiná forma stejnopohlavního soužití                                                          | (2005)                                      |
| Společná adopce dětí stejnopohlavními páry                                                   | (2013)                                      |
| Gayové a lesby smějí otevřeně sloužit v armádě                                               | (1993)                                      |
| Možnost změny pohlaví                                                                        | (1993)                                      |
| Přístup k umělému oplodnění pro lesbické ženy                                                | (2004)                                      |
| MSM smějí darovat krev                                                                       | (Od r. 1998, 1roční zkušební lhůta)         |
| Anti-diskriminační zákony zahrnující trans a intersex osoby                                  | No                                          |